# Opereta

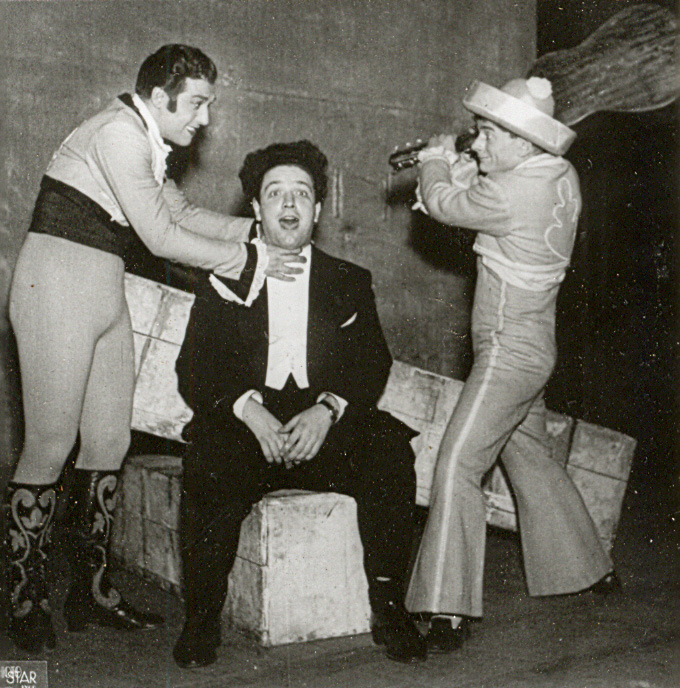
Luis Mariano, Emile Sullon, Maurice Baquet (v Lyonu, Les Célestines, mezi dvěma představeními "Andalousie") – 1950

Opereta je hudebně-dramatický divadelní útvar zábavního rázu, v němž se střídá mluvené slovo se zpěvem. Jedná se vlastně o kombinaci klasické divadelní činohry s operou. Opereta je ve své původní formě v podstatě lehčí a zábavnější opera (tzv. komická opera), jedná se o přímého předchůdce dnešního muzikálu, kterému je také nejvíce podobná. Operety bývají někdy považovány za méně hodnotný umělecký žánr, často s přídechem pokleslé, popřípadě i zastaralé, lidové zábavy. Nicméně i v této hudební oblasti je možno najít velmi podařené kusy, a to jak po hudební, tak i po dramatické stránce. Nehledě na to, že i některé dnes všeobecně uznávané opery byly původně vytvořeny jako operety - např. Smetanova národní opera Prodaná nevěsta, jež byla původně vytvořena jako opereta a v operu byla autorem teprve během doby postupně dotvořena.
Vlastní operetní představení velmi často námětově čerpá z činoherního žánru komedie, obvykle se jedná o nějakou jednoduchou komediální hru typu frašky či burlesky, jež byla vhodně hudebně doplněna písněmi a dalšímu doprovodnými hudebními skladbami a tanečními čísly. Samotný děj operety pak bývá vhodně schematizován do několika klasických částí (dějství, jednání).
Muzikálovým a operetním žánrem se často zabývají specializovaná hudební a muzikálová divadla. V Praze se již dosti tradičně jedná o klasické muzikálově zaměřené Hudební divadlo v Karlíně (budova byla poničena v roce 2002 velkou povodní a nedávno následně nově zrekonstruována). Operetním žánrem se v Praze také kdysi systematicky zabývalo, mimo jiné, též nuselské divadlo Na Fidlovačce. V Brně se muzikálu věnuje Hudební scéna Městského divadla Brno.
Není jednoduché odhadovat budoucí vývoj tohoto zábavného žánru, prozatím se zdá, že jeho vývoj je již uzavřen s tím, že všechny hlavní společenské funkce převzal po operetě právě muzikálový žánr.